# Derrick Obasohan
Derrick Obasohan (18 de abril de 1981) é um basquetebolista profissional nigeriano-estadunidense.

## Carreira
Derrick Obasohan integrou a Seleção Nigeriana de Basquetebol, em Londres 2012, que terminou na décima colocação.